# Guillaume Katz
Guillaume Katz (sinh ngày 4 tháng 2 năm 1989) là một cầu thủ bóng đá người Thụy Sĩ hiện tại thi đấu cho Winterthur.

## Sự nghiệp
Năm 2012, câu lạc bộ Israel Hapoel Tel Aviv cố gắng mang Katz và tiền vệ cánh của Đan Mạch David Boysen theo dạng cho mượn khi câu lạc bộ cố gắng hả làm mạnh đội hình.
Ngày 25 tháng 5 năm 2015, Katz mang băng đội trưởng trong trận đấu cuối cùng cho Lausanne-Sport. Các trang chủ Thụy Sĩ cho rằng, 24 heures được quan tâm từ các câu lạc bộ Ba Lan hay Israel, anh có hứng thú về vuộc chuyển nhượng tự do đến Hoa Kỳ hay Canada.

## Thống kê sự nghiệp
Tính đến trận đấu diễn ra ngày 24 tháng 12 năm 2015
| Câu lạc bộ          | Mùa giải            | Giải vô địch        | Giải vô địch | Giải vô địch | Cúp Quốc gia | Cúp Quốc gia | Cúp Liên đoàn | Cúp Liên đoàn | Châu lục | Châu lục  | Khác    | Khác      | Tổng cộng | Tổng cộng |
| Câu lạc bộ          | Mùa giải            | Hạng đấu            | Số trận      | Bàn thắng    | Số trận      | Bàn thắng    | Số trận       | Bàn thắng     | Số trận  | Bàn thắng | Số trận | Bàn thắng | Số trận   | Bàn thắng |
| ------------------- | ------------------- | ------------------- | ------------ | ------------ | ------------ | ------------ | ------------- | ------------- | -------- | --------- | ------- | --------- | --------- | --------- |
| Lausanne-Sport      | 2011–12             | Super League        | 20           | 0            | 0            | 0            | 0             | 0             | 0        | 0         | 0       | 0         | 20        | 0         |
| Lausanne-Sport      | 2012–13             | Super League        | 34           | 0            | 0            | 0            | 0             | 0             | 0        | 0         | 0       | 0         | 34        | 0         |
| Lausanne-Sport      | 2013–14             | Super League        | 22           | 2            | 0            | 0            | 0             | 0             | 0        | 0         | 0       | 0         | 22        | 2         |
| Lausanne-Sport      | 2014–15             | Challenge League    | 21           | 1            | 0            | 0            | 0             | 0             | 0        | 0         | 0       | 0         | 21        | 1         |
| Winterthur          | 2015–16             | Challenge League    | 12           | 0            | 0            | 0            | 0             | 0             | 0        | 0         | 0       | 0         | 12        | 0         |
| Tổng cộng           | Tổng cộng           | Tổng cộng           | -            | -            | -            | -            | -             | -             | -        | -         | -       | -         | -         | -         |
| Tổng cộng sự nghiệp | Tổng cộng sự nghiệp | Tổng cộng sự nghiệp | -            | -            | -            | -            | -             | -             | -        | -         | -       | -         | -         | -         |